# Eriospermum dissitiflorum
Eriospermum dissitiflorum är en sparrisväxtart som beskrevs av Rudolf Schlechter. Eriospermum dissitiflorum ingår i släktet Eriospermum och familjen sparrisväxter. Inga underarter finns listade i Catalogue of Life.